# کلربل آلگریا
کلربل آلِگریا (انگلیسی: Claribel Alegría; ۱۲ مهٔ ۱۹۲۴ –۲۵ ژانویهٔ ۲۰۱۸) شاعر، رمان‌نویس و روزنامه‌نگار اهل نیکاراگوئه بود. اولین کتاب او در سال ۱۹۴۸ منتشر شد. او در سال ۲۰۰۳ از فعالیت حرفه‌ای کناره‌گیری کرد و پس از آن در شهر ماناگوئه زندگی کرد.
وی همچنین برندهٔ جوایزی همچون جایزه بین‌المللی ادبیات نوئستات شده‌است.